# تشيودا (طوكيو)

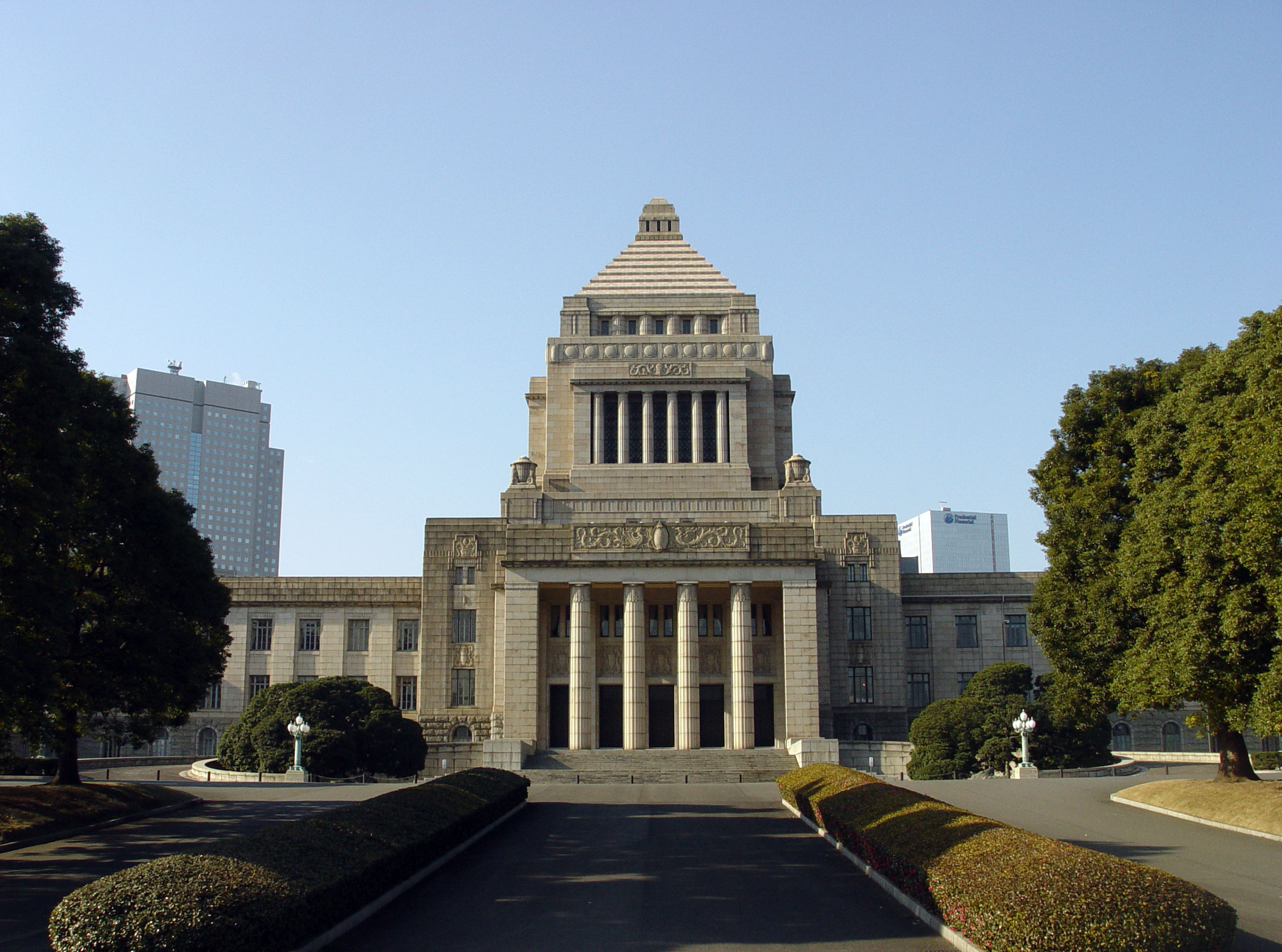
مبنى البرلمان الياباني في حي تشيودا

تشيودا (باليابانية: 千代田区تشيودا-كو) وتعني «حي تشيودا» هو أحد أحياء طوكيو ال 23. يقع حي تشيودا في مركز العاصمة طوكيو ويحتل القصر الإمبراطوري حوالي 12% من مساحة الحي.

## جغرافيا
يقع حي تشيودا في قلب العاصمة طوكيو، يشغل القصر الإمبراطوري جزء لا بأس به من الحي، ويحيط بالحي من الشرق حي تشوأو وهناك أيضاً محطة طوكيو. من الجنوب يحده حي ميناتو على حدود حديقة هيبيا ومبنى البرلمان الوطني. أما الجزء الغربي فتضم إقامة للطبقة الراقية، بالإضافة إلى وجود ضريح ياسوكوني.

## تعليم

### مكتبات
يوجد في حي تشيودا أربع مكتبات عامة هي مكتبة تشيودا، مكتبة يوبانتشو، مكتبة شوهيه، ومكتبة كاندا. كما أن محافظة طوكيو تشغل مكتبة محافظة طوكيو. والحكومة اليابانية تشغل مكتبة البرلمان الياباني الوطنية والأرشيف الوطني.

## أماكن سياحية
- أكيهابارا
- حديقة هيبيا
- القصر الإمبراطوري
- ضريح هيه

## مباني شهيرة
- بناء شين-مارونوأوتشي

## أعلام
- ميكو كاجي
- ميغومي أوغاتا
- ميسا يامامورا
- نوريكو هيداكا
- توموهيتو أمير ميكاسا
- ياسو أوغاتا
- ماكو أميرة أكيشينو

## مواقع خارجية
- الموقع الرسمي لمدينة تشيودا باللغة الإنكليزية نسخة محفوظة 9 مايو 2007 على موقع واي باك مشين.